# RAF Fairford
RAF Fairford – baza wojskowa Royal Air Force w pobliżu miasta Fairford, w hrabstwie Gloucestershire, w Anglii. Co roku, w trzecim tygodniu lipca, lotnisko jest gospodarzem pokazów lotniczych Royal International Air Tattoo.
Baza powstała w 1944 roku z przeznaczeniem dla alianckich samolotów transportowych i szybowców, mających wziąć udział w desancie powietrznym podczas lądowania w Normandii. Od 1950 roku RAF Fairford pełniło funkcję bazy bombowców strategicznych należących do United States Air Force, którą pozostawało do 2010 roku. Obecnie, na co dzień niewykorzystywane, utrzymywane jest w stanie umożliwiającym przywrócenie pełnej gotowości bojowej w ciągu 24-48 godzin.
RAF Fairford posiada najdłuższy, liczący 3048 m, pas startowy spośród wszystkich baz lotniczych Royal Air Force. Lotnisko to, jako jedyne w Anglii, było wyznaczone do awaryjnego lądowania wahadłowców kosmicznych należących do NASA w przypadku wystąpienia problemów bezpośrednio po starcie wahadłowca.